# Rondônia
Rondônia (wymowaⓘ [ʁõˈdõniɐ]) – jeden z 26 stanów Brazylii, położony w Regionie Północnym kraju. Od zachodu graniczy z Boliwią i stanem Acre, od północy ze stanem Amazonas, a od wschodu ze stanem Mato Grosso. Stan został nazwany na cześć Cândido Rondona.

## Geografia
Rondônia porastało pierwotnie ponad 200 000 km² lasów deszczowych, ale jest obecnie jednym z najbardziej wylesionych miejsc w Amazonii. Do roku 2003 ok. 70 000 km² lasu zostało wycięte.
Obszar wokół rzeki Guaporé częścią ekoregionu równiny Moxos.
W stanie tym znajduje się zapora Samuel, która zbudowana jest na rzece Jamari.

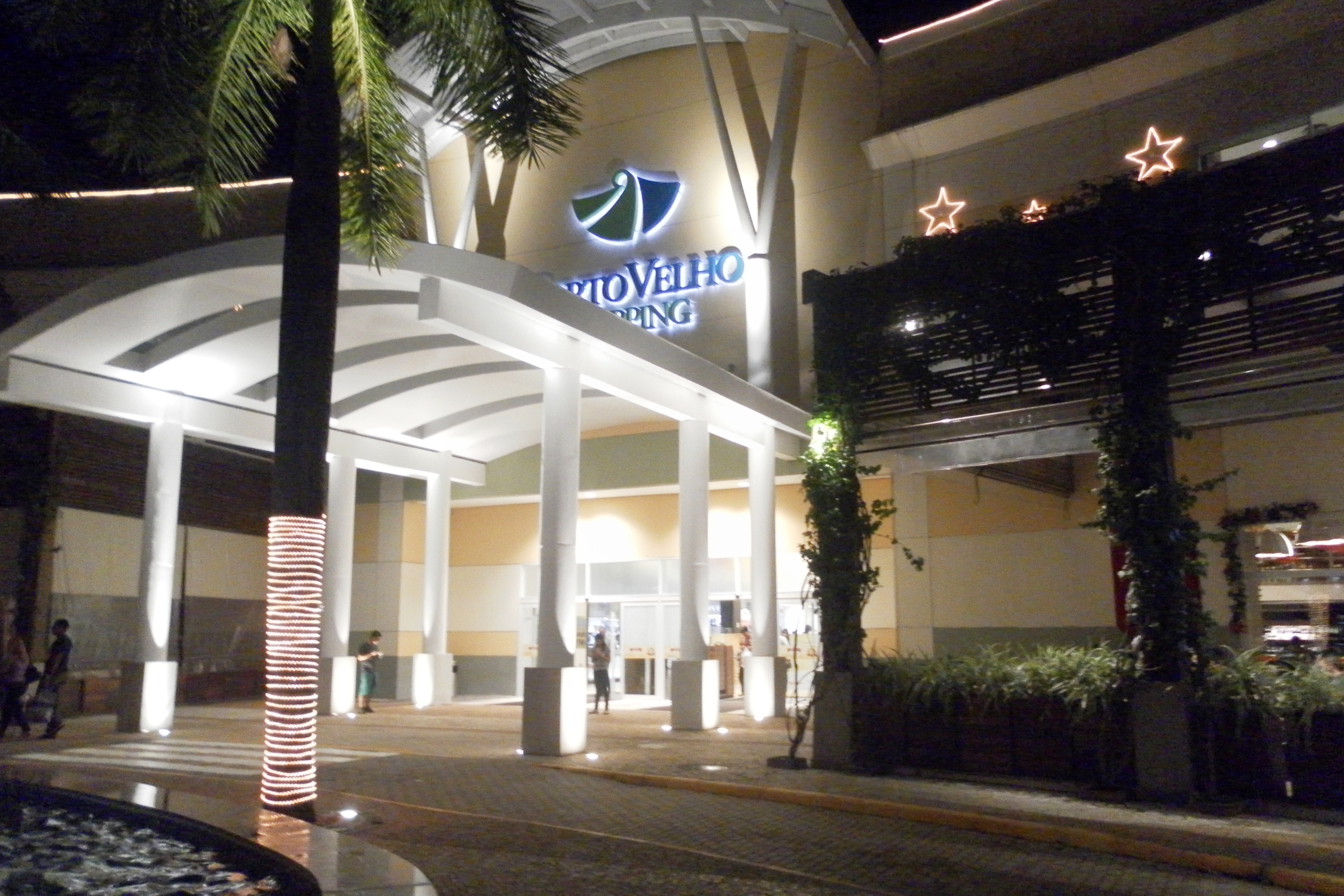
Zakupy w Rondônii.
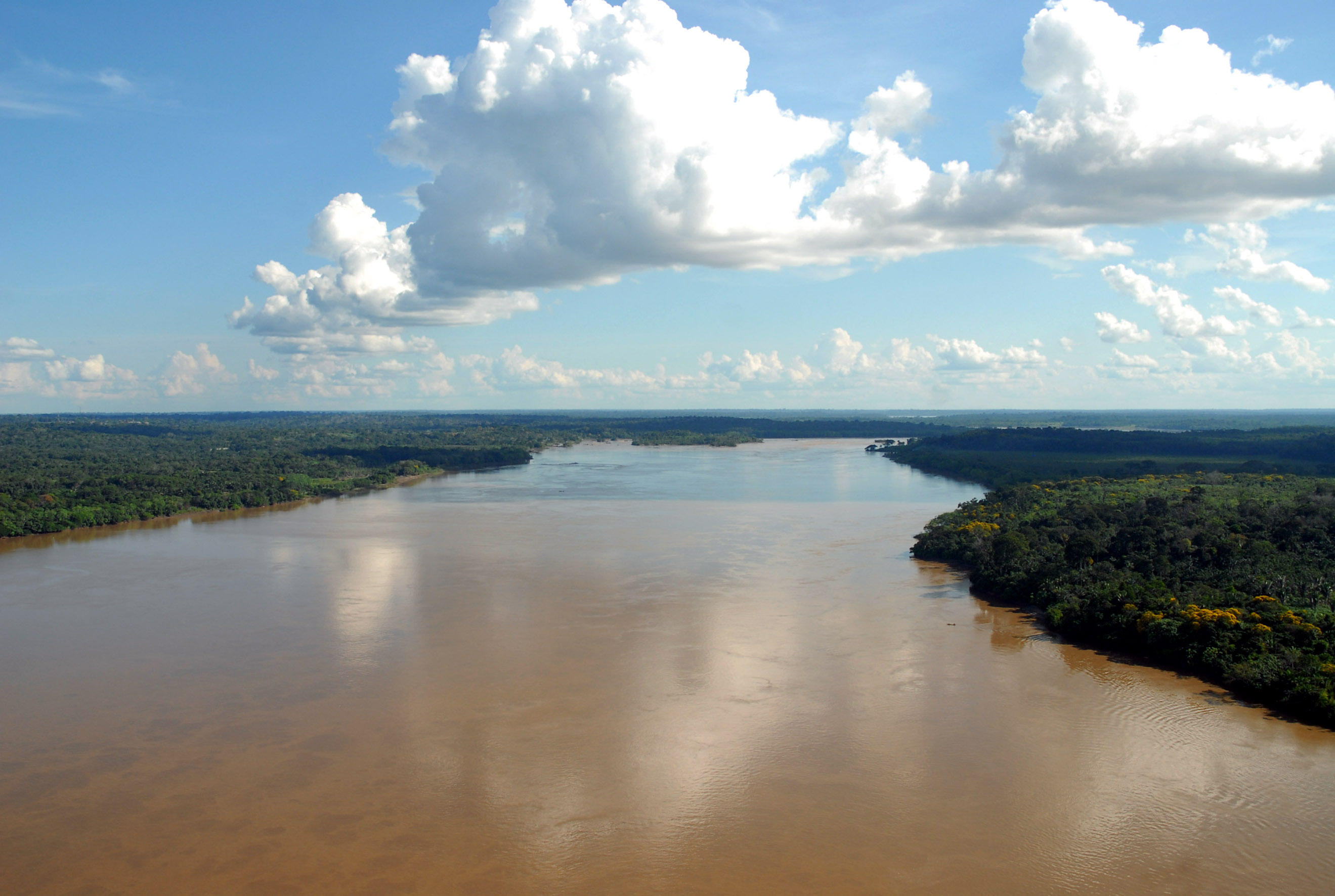
Rzeka Madeira.
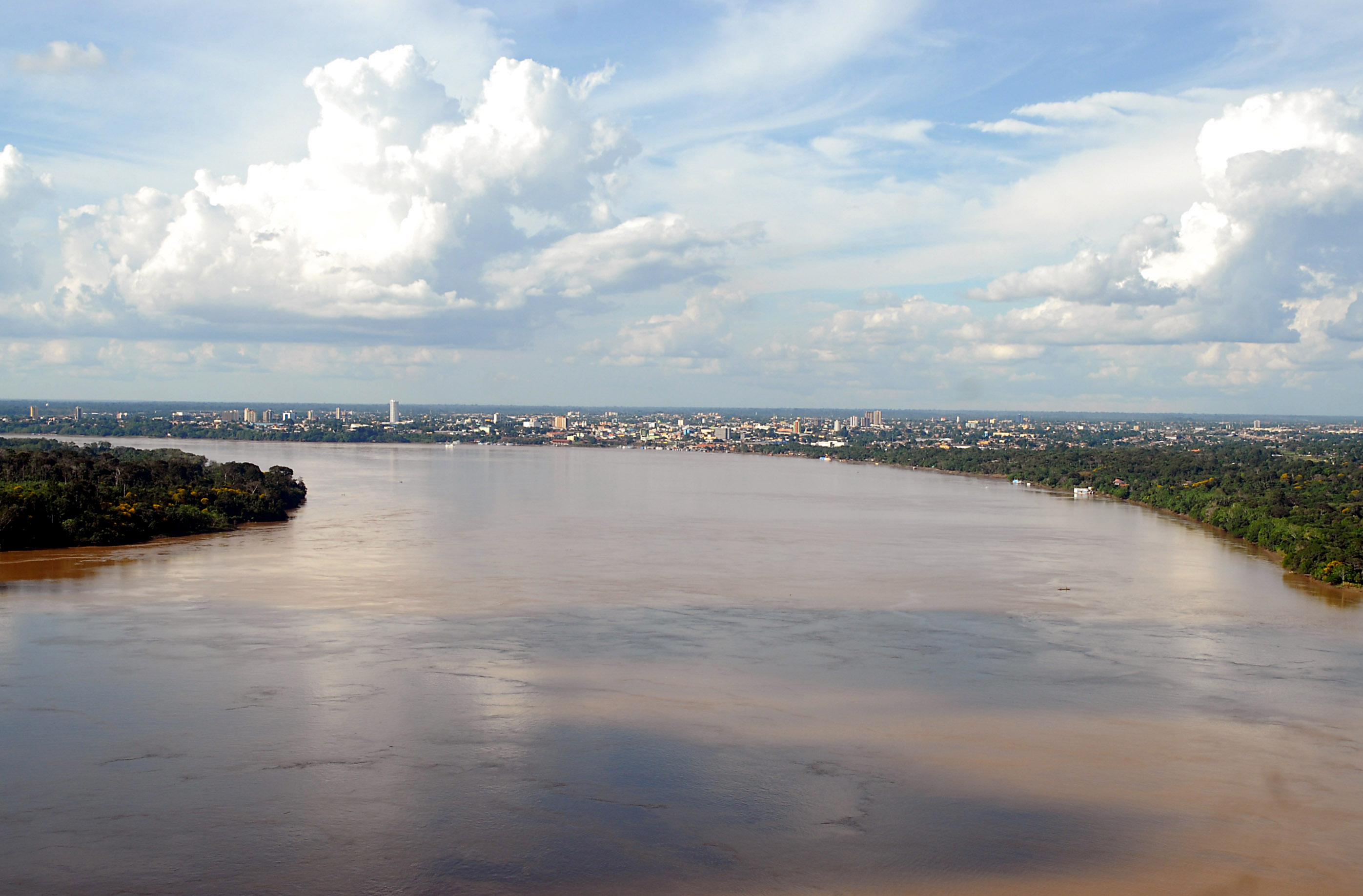
Rzeka Madeira i Porto Velho.

## Demografia
Według danych IBGE z 2008 roku Rondônię zamieszkiwało 1 519 000 ludzi. Gęstość zaludnienia wynosiła 6,6 osób/km².
Urbanizacja: 66,8% (2004); Przyrost naturalny: 2,2% (1991-2000); Mieszkania: 430 747 (2005).
Ostatni spis PNAD-u (Pesquisa Nacional por Amostra de Domicílios) ujawnił następujący skład etniczny: 832 000 Pardos (54,81%), 546 000 białych (35,95%), 115 000 czarnych (7,56%), 16 000 Azjatów (1,08%), 8 000 Indianie (0,53%).

## Miasta
Największe miasta w stanie Rondônia według liczby mieszkańców (stan na 2013 rok):
| L.p. | Miasto              | Liczba ludności |
| ---- | ------------------- | --------------- |
| 1.   | Porto Velho         | 484 992         |
| 2.   | Ji-Paraná           | 128 026         |
| 3.   | Ariquemes           | 101 269         |
| 4.   | Vilhena             | 87 727          |
| 5.   | Cacoal              | 85 863          |
| 6.   | Jaru                | 55 597          |
| 7.   | Rolim de Moura      | 55 357          |
| 8.   | Guajará-Mirim       | 46 761          |
| 9.   | Ouro Preto do Oeste | 40 099          |
| 10.  | Pimenta Bueno       | 36 939          |